# TP-Link

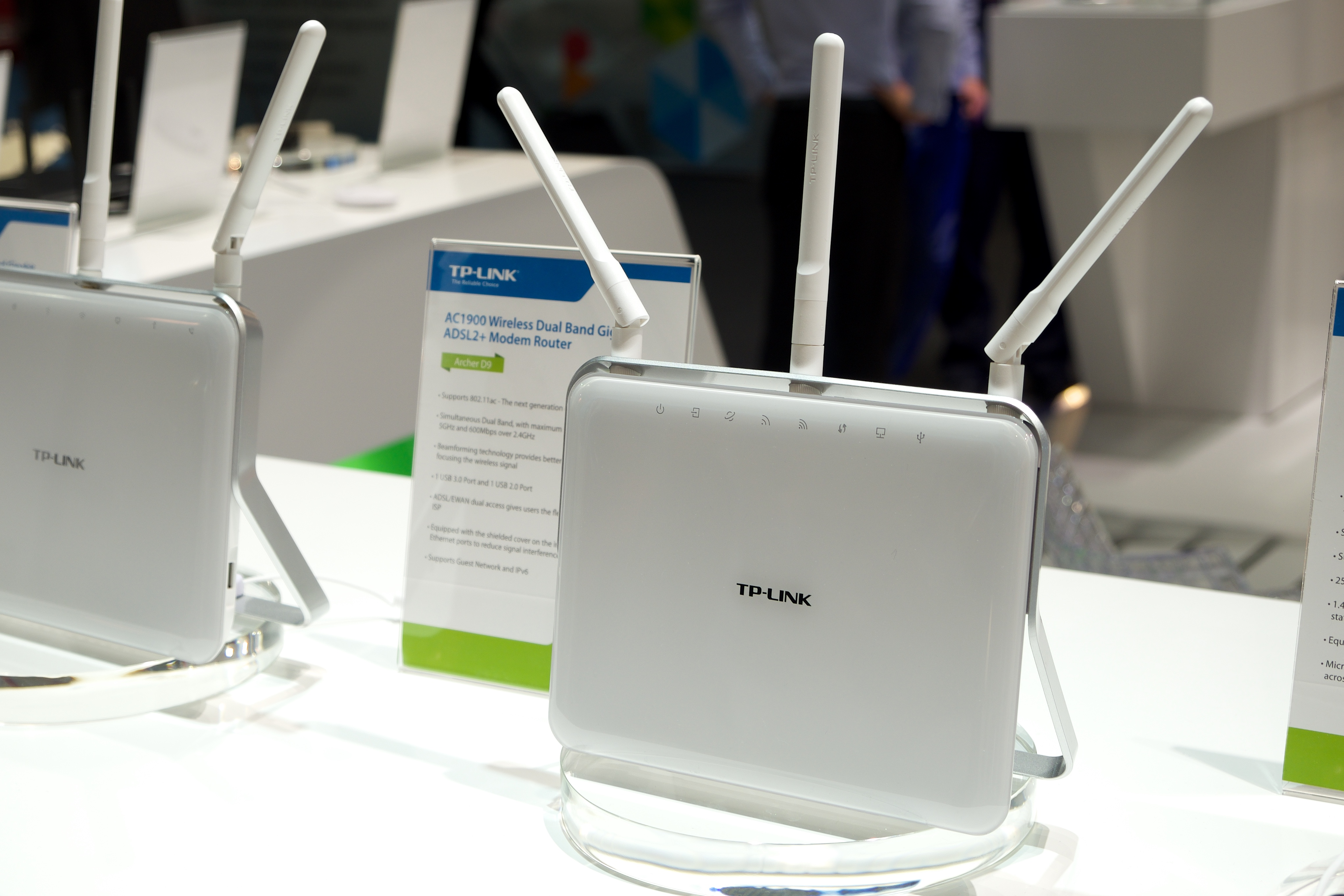
Router zintegrowany z punktem dostępu produkcji TP-Link

 TP-Link Technologies Co., Ltd. – chińskie przedsiębiorstwo z siedzibą w Shenzhen. Zajmuje się produkcją sprzętu sieciowego (głównie przeznaczonego do sieci bezprzewodowych), w tym kart sieciowych, routerów oraz przełączników, a także telefonów komórkowych. Fabryka przedsiębiorstwa znajduje się w Chinach.